# Cleveland
Cleveland je grad u američkoj saveznoj državi Ohio. Godine 2007. imao je 438.042 stanovnika, čime je bio 40. grad po brojnosti u SAD-u, a drugi u saveznoj državi, iza Columbusa. Šire gradsko područje ima 2,2 milijuna stanovnika.
Cleveland se nalazi u sjeveroistočnom dijelu Ohija, na ušću rijeke Cuyahoga u jezero Erie, oko 100 km zapadno od granice s Pennsylvanijom. Godine 1796. osnovao ga je odvjetnik Moses Cleveland, a grad se brzo razvio zbog mreže riječnih kanala i, kasnije, željeznice. Bio je prepoznatljiv po teškoj industriji, dok je u današnje vrijeme dominantan uslužni sektor (financije, osiguranje i zdravstvo).
U Clevelandu se nalazi Rock and Roll kuća slavnih i pripadajući muzej. Veliku popularnost uživa NBA momčad Cleveland Cavaliers.

## Vanjske poveznice
- Službena stranica  Arhivirana inačica izvorne stranice od 27. studenoga 2020. (Wayback Machine) (engl.)

### Ostali projekti
|  | Zajednički poslužitelj ima još gradiva o temi Cleveland, Ohio |
|  | Wikizvor ima izvorni tekst Cleveland, Ohio                    |
|  | Wikizvor ima izvorna djela autora: Cleveland, Ohio            |
|  | Wječnik ima rječničku natuknicu Cleveland, Ohio               |
|  | Wikiknjige imaju gradivo o temi Cleveland, Ohio               |
|  | Wikicitati imaju zbirke citata o temi Cleveland, Ohio         |